# Mundo Pequenino
Mundo Pequenino é o terceiro álbum de originais da banda portuguesa Deolinda. Disco gravado no Porto no Boomstudios, com produção do britânico Jerry Boys e pela própria banda. "Seja Agora" foi o single de apresentação do álbum.
Atingiu a certificação de disco de platina.

## Faixas
1. "Algo Novo"
2. "Concordância"
3. "Gente Torta"
4. "Há-de Passar"
5. "Medo de Mim"
6. "Musiquinha"
7. "Semáforo da João XXI"
8. "Seja Agora"
9. "Pois Foi"
10. "Balanço"
11. "Doidos"
12. "Não Ouviste Nada"
13. "Quem Tenha Pressa"

## Formação
- Ana Bacalhau (voz e coros),
- Pedro da Silva Martins (guitarra clássica e coros),
- José Pedro Leitão (contrabaixo, piano e coros),
- Luís José Martins (guitarra clássica, viola braguesa, machete, guitalele, guitarra tenor e coros).
- Partcipação especial de Sérgio Nascimento (Bateria)